# Cyperus palianparaiensis
Cyperus palianparaiensis är en halvgräsart som beskrevs av Ethirajalu Govindarajalu. Cyperus palianparaiensis ingår i släktet papyrusar, och familjen halvgräs. Inga underarter finns listade i Catalogue of Life.